# RWD-8
RWD-8 byl polský vzpěrový hornoplošník (parasol) užívaný jako cvičný a sportovní letoun. Typ byl vyprojektován začátkem 30. let 20. století konstrukční kanceláří RWD. Stal se nejpočetnějším typem letadla vyrobeným v meziválečném Polsku a mezi lety 1934 až 1939 zde byl široce užíván vojenským letectvem i civilními vlastníky, zejména aerokluby.

## Vznik a vývoj

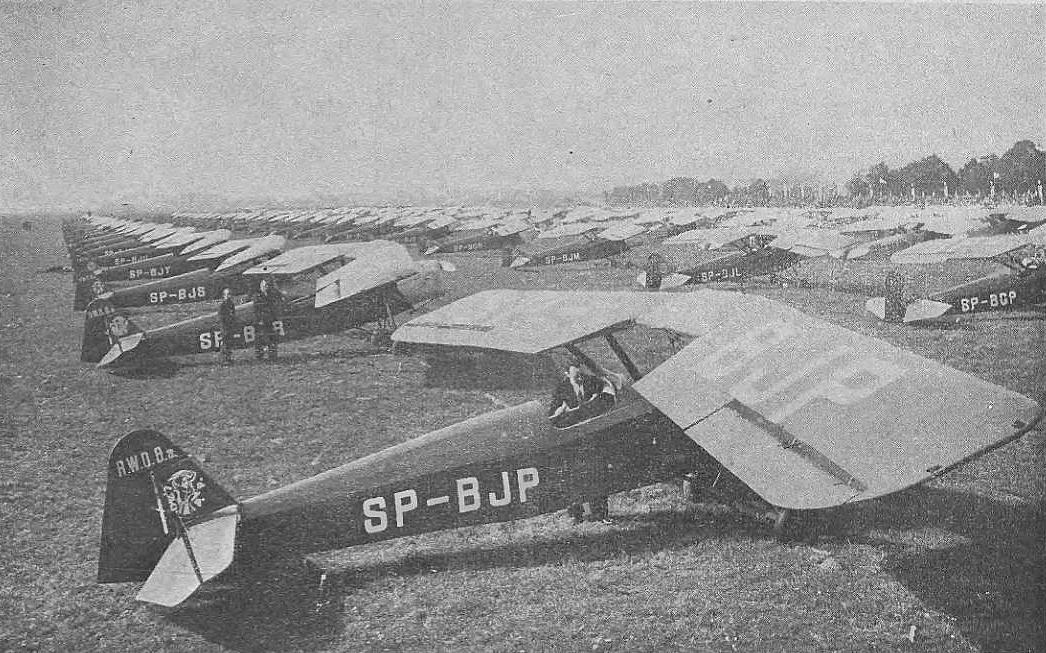
Polské civilní RWD-8

Letoun byl navržen v odpověď na požadavek Polského letectva z roku 1931 na nový letoun pro základní vývik konstrukční skupinou RWD tvořenou Stanisławem Rogalskim, Stanisławem Wigurou a Jerzym Drzewieckim. První prototyp, imatrikulovaný SP-AKL, byl zalétán koncem roku 1932. Typ, u kterého byla oceňována stabilita a snadná pilotáž, ve výběrovém řízení na nový standardní stroj pro základní pilotní výcvik zvítězil nad dvouplošníky PZL-5bis a Bartel BM-4h.
Jelikož letecké dílny Doświadczalne Warsztaty Lotnicze (DWL) – obvyklý výrobce strojů kanceláře RWD – měly jen omezenou výrobní kapacitu, rozhodly polské vojenské orgány o zadání zakázky na sériovou výrobu státní letecké továrně Podlaska Wytwórnia Samolotów (PWS), výměnou za úhradu nákladů DWL na vývoj a stavbu prototypů. V závodě DWL pak probíhala malosériová výroba RWD-8 pro civilní letectví, zatímco podnik PWS typ vyráběl pro potřeby vojenského letectva i zákazníky z civilního sektoru. První zde vyrobený letoun vzlétl v září 1934 a stroje z produkce PWS , označené RWD-8 pws, se od originálních RWD-8 dwl odlišovaly některými drobnými detaily konstrukce, například užšími tlumiči podvozkových noh a o něco vyšší hmotností a následně o něco nižší dosažitelnou maximální rychlostí. Kromě standardního provedení vzniklo i padesát exemplářů RWD-8a pws s dodatečnou palivovou nádrží o objemu 95 l v zesíleném centroplánu křídla a prodlouženým doletem. Menší série byla vybavena clonou přetahovatelnou přes zadní kokpit, umožňující výcvik v létání bez vidu. Stroj také mohl být vybaven rámem nesoucí hák pro vlekání sportovních kluzáků. Dalším vývojem typu vznikl RWD-17, specializovaný stroj pro akrobatický výcvik.
Do ukončení výroby na konci roku 1938  bylo vyrobeno přes 550 kusů, okolo 80 u firmy DWL a 470 u PWS, čímž se RWD-8 stal nejpočetnějším polským letounem meziválečného období. Práva na licenční výrobu typu byla prodána také do zahraničí. Jeden kus byl postaven v Estonsku a jugoslávská továrna Rogožarski vyrobila tři stroje poháněné československým hvězdicovým motorem Walter NZ-120. Uskutečnil se i prodej licence do Československa, kde ale k zahájení výroby nedošlo.

### Technický popis

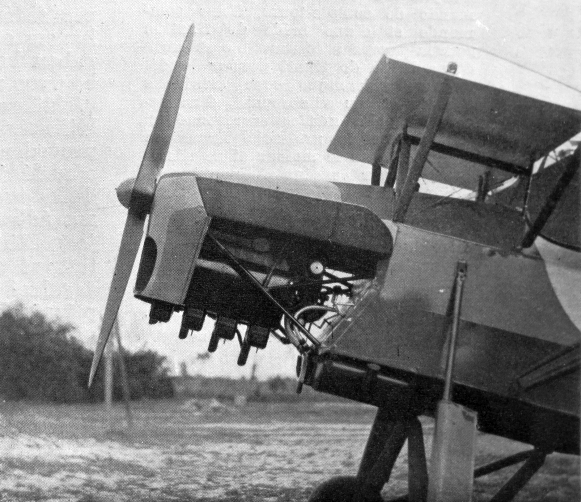
Pohled na příď trupu s odkrytým motorem Junior

RWD-8 byl konvenčně řešený vzpěrový hornoplošník typu parasol smíšené konstrukce ze dřeva a kovu, potažené částečně plátnem, částečně překližkou. Dvounosníkové křídlo dřevěné konstrukce, nesené vzpěrami nad trupem, se skládalo z centroplánu potaženého překližkou, k němuž byly připojeny vnější části potažené plátnem, které bylo možné sklopit směrem dozadu.
Konstrukce trupu byla svařená z ocelových trubek doplněných dřevěnými tvarovými prvky, s ocasní částí dřevěné konstrukce. Hřbet trupu a kýlovka byly potaženy překližkou, zbytek trupu krylo plátno. Baldachýn a křídlové vzpěry byly vyrobeny, jako trup, z ocelových trubek. 
Dvoučlenná osádka seděla v otevřených kokpitech tandemového uspořádání, z nichž každý disponoval ovládacími prvky a vlastním větrným štítkem.
Pohonnou jednotku představoval vzduchem chlazený čtyřválcový řadový invertní motor Walter Major 4 o nominálním výkonu 88 kW (120 k), později PZ Inż. Junior (licenční verze československého typu Walter Junior), o jmenovitém výkonu 82 kW (110 k),  pohánějící pevnou dvoulistou dřevěnou vrtuli Szomański. Část produkce byla osazena jinými motory srovnatelné kategorie, například de Havilland Gipsy Major nebo PZ Inż. Major 4 a vzniklo i několik kusů s hvězdicovými motory různých typů. Trupová palivová nádž měla objem 75 (u verze RWD-8 pws) nebo 85 litrů (RWD-8 dwl).
Pevný podvozek byl záďového typu, s kluznou patkou na ostruze.

## Historie nasazení

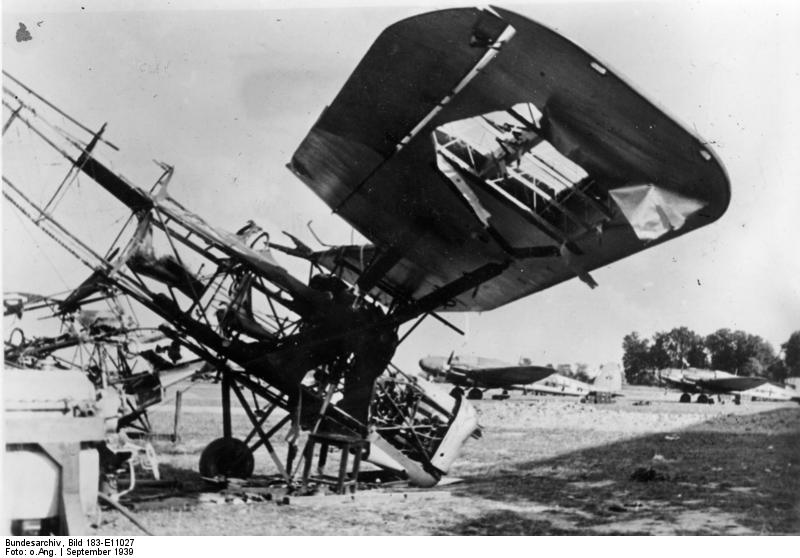
Vrak RWD-8 v září 1939

Polské letectvo začalo RWD-8 zařazovat do služby u cvičných jednotek od roku 1934 a stroj brzy dosáhl postavení standardního typu pro základní výcvik. V listopadu 1938 mělo vojenské letectvo ve stavu celkem 349 kusů. Typ byl také široce rozšířen v polském civilním letectví, zejména v aeroklubech, pro které bylo více než 80 strojů zakoupeno z veřejných sbírek, kde kromě výcviku pilotů sloužily také k turistickému a sportovnímu létání.
Menší počet byl exportován: tři kusy byly vyvezeny do Palestiny a po jednom do Brazílie, Maroka a Španělska. Jeden kus byl licenčně postaven v Estonsku, kde byl užíván s imatrikulací ES-RWD, a jugoslávská továrna Rogožarski vyrobila tři stroje odlišující se pohonem  hvězdicovými motory. 
Během španělské občanské války byl nejméně jeden RWD-8 dovezen do Španělska přes Portugalsko a nasazen na straně povstalců jako cvičný a průzkumný.
V době nacistického vpádu do Polska v září 1939 byly RWD-8 užívány ve výzbroji dvanácti tříletounových spojovacích rojů (polsky pluton  łącznikowy) přidělených jednotkám pozemních sil. Došlo i k mobilizaci okolo 60 strojů civilních uživatelů, které byly zařazeny do improvizovaných spojovacích jednotek. Výhodou typu byla schopnost krátkého vzletu a přistání na neupravených plochách, ale nasazení v boji bylo pro osádky těchto neozbrojených strojů nebezpečné. RWD-8 přidělené operační skupině „Polesie“ byly posledními polskými letouny vzlétnuvšími v roce 1939 k bojové akci. Během bitvy o Kock prováděly průzkum a někdy svrhávaly ruční granáty. Poslední takový bojový let vykonala 4. října osádka složená z kapitána Edmunda Piorunkiewicze a poručíka Józefa Wodnickiho. S těmito stroji létali i českoslovenští piloti, kteří po německé okupaci Čech, Moravy a Slezska vstoupili do polské armády. V letecké škole CWL v Dęblinu bylo na polskou techniku přeškoleno přibližně 90 československých pilotů. Československá jednotka plnila v Dęblinu pozorovací úkoly.
Mnoho cvičných RWD-8 bylo již začátkem války zničeno bombardováním Luftwaffe na leteckých základnách (na rozdíl od polských bojových letounů) nebo byly spáleny ustupujícími polskými vojsky, aby nepadly do rukou Wehrmachtu. Celkem 57–60 letounům se podařilo uniknout do Rumunska, okolo 40 do Lotyšska a 2 do Maďarska. Wehrmachtu se podařilo ukořistit jen zhruba tucet RWD-8 v letuschopném stavu. V Maďarsku a Rumunsku byly stroje užívány až do sklonku 40. let. Do Polska nebyl vrácen ani jeden kus, a do současné doby se žádný exemplář nedochoval.

## Varianty
RWD-8
Prototyp a předsériové stroje.
RWD-8 pws
Letouny z produkce firmy Podlaska Wytwórnia Samolotów.
RWD-8 dwl
Stroje vyrobené v podniku Doświadczalne Warsztaty Lotnicze.

## Uživatelé

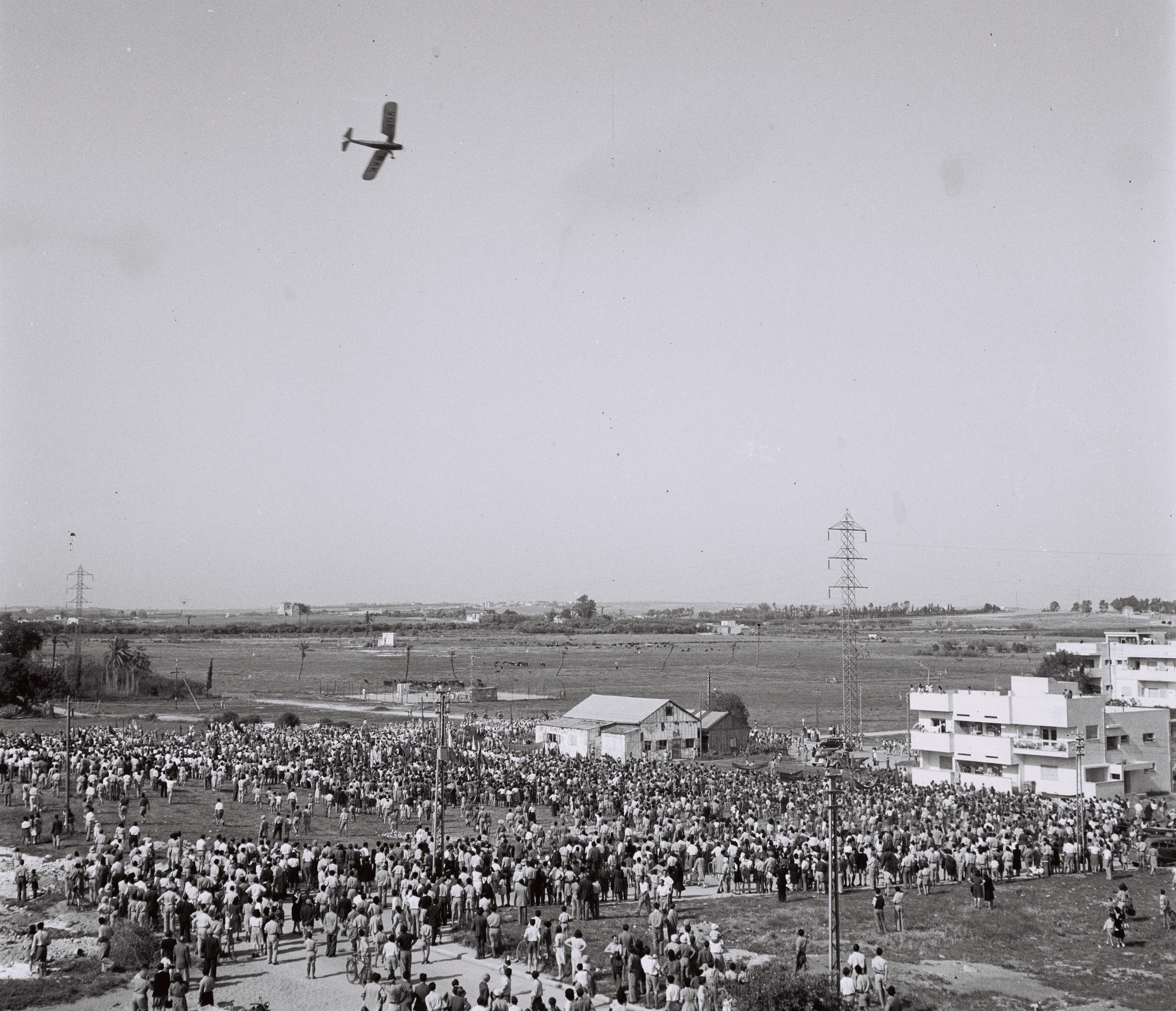
RWD-8 provozovaný v britském mandátním území Palestina s imatrikulací VQ-PAK v letu nad Tel Avivem

### Civilní
- Brazílie (1 kus)
- Estonsko (1 kus vyrobený v licenci)
- Maroko (1 kus)
- Jugoslávie
  - Aeroklub Bělehrad (3 kusy)[15]
- Palestina
  - Aviron[7]
  - Palestinský aeroklub[16]
- Polsko
  - Aerokluby a soukromí vlastníci
- Španělská republika (1 kus)

### Vojenští
- Izrael
  - Šerut Avir
- Jugoslávie
  - Jugoslávské královské letectvo
- Lotyšsko
  - Lotyšské letectvo (20 kusů internovaných r. 1939 a zařazených do služby v Lotyšsku se souhlasem polské exilové vlády)[17]
- Maďarské království
  - Maďarské královské letectvo
- Německá říše
  - Luftwaffe (menší počet)[18]
- Polsko
  - Lotnictwo Wojskowe
  - Morski Dywizjon Lotniczy[19]
- Rumunské království
  - Rumunské královské letectvo (stroje internované r. 1939)
- Sovětský svaz
  - Sovětské letectvo (menší počet)[14]
- Španělsko
  - Aviación Nacional (1 kus dodaný syndikátem SEPEWE prostřednictvím Portugalska a užívaný jako cvičný)

## Specifikace (RWD-8)

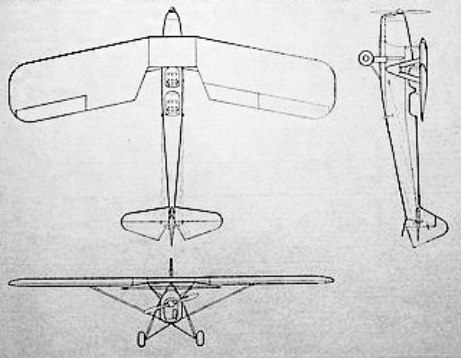
RWD-8

Údaje dle

### Technické údaje
- Osádka: 2 (instruktor a žák)
- Délka: 8 m
- Rozpětí: 11 m[p 1]
- Výška: 2,3 m
- Nosná plocha: 20 m²
- Prázdná hmotnost: 480–500 kg[10]
- Vzletová hmotnost: 750 kg
- Pohonná jednotka: 1 × vzduchem chlazený invertní čtyřválcový řadový motor PZInż. Junior pohánějící pevnou dvoulistou dřevěnou vrtuli Szomański
- Výkon pohonné jednotky:  89 kW (120 hp) (maximální)

### Výkony
- Maximální rychlost: 175–185 km/h na (úrovni mořské hladiny)
- Cestovní rychlost: 145–155 km/h
- Přistávací rychlost: 75 km/h
- Dolet: 435-500 km
- Praktický dostup: 5 000-5 500 m
- Stoupavost: 4,7 m/s
  - Výstup do výše 1 000 m: 4 min–4min 15 s